# Direction générale des Mines
La Direction générale des Mines en abrégé DGM est une direction technique, Structure publique  du Ministère de l'Eau et des Mines. À sa tête se trouve Yèba Oladjidé Blandine Yaï Afouda qui est l'actuel directrice générale,.

## Composition, attribution, organisation et fonctionnement
La composition, les attributions, l’organisation et le fonctionnement de la DGM sont définis par l'arrêté Décret N°2018-069 du 12 mars 2018 portant Attributions, Organisation et Fonctionnement du Ministère de l’Eau et des Mines.

## Missions et attributions

### Mission
La Direction générale des Mines (DGM) a pour mission de formuler, en collaboration avec toutes les entités nationales compétentes, la politique gouvernementale relative au secteur minier et à en garantir sa mise en place,.

### Attributions
Ses responsabilités comprennent :
- L'élaboration de la politique minière du gouvernement et la stimulation de la croissance de l'industrie.
- Conception, diffusion et veille à l'application des réglementations dans les domaines suivants :
- Exploitations minières et carrières.
- Installations classées comme dangereuses, gênantes et insalubres.
- Tests d'appareils à pression utilisant des gaz et de la vapeur, ainsi que d'explosifs autres que ceux destinés aux Forces Armées.
- Contrôle et poinçonnage d'objets artistiques, de bijoux en métaux et pierres précieuses.
- Surveiller le respect des réglementations et des normes dans le domaine des mines et des carrières.
- Garantir la sécurité et la protection des sites miniers.
- Encourager le développement de l'artisanat minier et de l'exploitation minière à petite échelle.

## Siège
La Direction Générale des Mines (DGM) est l'immeuble Adjibi, Boulevard Saint Michel de Cotonou,.